# Agía Paraskeví (Attique)
Pour les articles homonymes, voir Agía Paraskeví (homonymie).
Agía Paraskeví, Ayía Paraskeví (grec moderne : Αγία Παρασκευή), souvent transcrite Aghia Paraskevi, en français, parfois lexicalisée Sainte-Parascève en français, est une ville grecque de la banlieue nord-est d'Athènes à 10 km de la capitale grecque, à la base nord-est du massif de l'Hymette.

## Toponymie
Le nom de la ville est un hommage à une sainte martyre très vénérée en Grèce, sainte Parascève de Rome (en) (IIe siècle). Ce nom signifie « Préparation » et il sert en grec à désigner le sixième jour de la semaine, le vendredi. Ce jour est consacré, dans la tradition juive, à la préparation du sabbat (samedi) qui est un jour saint et chômé parce que c'est le dernier jour de la semaine juive. Dans la tradition chrétienne, le grand sabbat (samedi saint) est le jour où Jésus-Christ s'est « reposé » dans le tombeau après sa passion. Pour toutes ces raisons, le martyre de sainte Parascève est associé à la passion du Christ.
La grande église située sur la place principale de la ville est dédiée à sainte Parascève qui est fêtée le 26 juillet.

## Géographie
Agia Paraskevi est située près de la limite nord de la massif montagneux de l'Hymette, à 9 kilomètres au nord-est du centre-ville d'Athènes.
Il existe donc des différences d'altitude importantes au sein de la ville. L'altitude moyenne est estimée à 230 mètres.
La commune a une superficie de 7,935 km2.
Agia Paraskevi, comme la plupart des banlieues d'Athènes, est densément peuplée, mais le paysage urbain est parsemé de quelques parcs et rues couvertes d'arbres.
La montagne qui domine la ville est couverte de pinèdes.

## Administration
Le dème d'Agía Paraskeví comporte six districts :
- Kontópefko (Κοντόπευκο) ;
- Néa Zoí (Νέα Ζωή) ;
- Ágios Ioánnis (Άγιος Ιωάννης) ;
- Tsakós (Τσακός) ;
- Pefkakia (Πευκάκια) ;
- Paradisos (Παράδεισος).

## Population
| 1981   | 1991   | 2001   | 2011   |
| ------ | ------ | ------ | ------ |
| 32 904 | 47 463 | 56 836 | 59 704 |

| 2021   | - | - | - |
| ------ | - | - | - |
| 62 147 | - | - | - |

## Économie
- Ville administrative avec des lycées internationaux (français[1] et américain), de nombreux commerces, de l'artisanat
- La ville abrite sur son territoire la Maison de la Radio grecque (en), siège de ERT
- Centre de recherche nucléaire Demokritos (en)
- Ministère de l'Agriculture
- L'Avenue Mesogeion traverse la municipalité.

## Transports
Agía Paraskeví est desservi par les stations Doukissis Plakentias (en), Chalandri (en) et Agia Paraskevi (en) de la ligne 3 du métro d'Athènes.
L'autoroute périphérique A62 (en) traverse la partie sud-est du dème.

## Jumelages
| Ville | Ville        | Pays | Pays   | Période               |
| ----- | ------------ | ---- | ------ | --------------------- |
|       | Geroskípou,  |      | Chypre | depuis le 23 mai 1998 |
|       | Grocka (en)  |      | Serbie |                       |
|       | Saint-Brieuc |      | France | depuis 1991           |